# Кирилловка (Краснодарский край)
Кири́лловка — село в Приморском внутригородском районе муниципального образования город Новороссийск  Краснодарского края России.

## География
Расположено в 7 км к северо-западу от центра Новороссийска. Соединено дорогами с селом Гайдук, посёлком Цемдолина и Восточным районом Новороссийска.
В 1977 году селение (на тот момент посёлок) Кирилловка был присоединен к Приморскому району.

## Население
| 1873 | 1973 | 2002  | 2005  | 2009  | 2010  |
| ---- | ---- | ----- | ----- | ----- | ----- |
| 181  | ↗900 | ↗1216 | ↘1200 | →1200 | ↗1334 |